# Grandidierite
La grandidierite est un minéral du groupe des nésosilicates extrêmement rare et qui peut être taillé sous forme gemme.
Découverte en 1902 au cap Andrahomana dans le sud de Madagascar par le minéralogiste Alfred Lacroix, elle est nommée en l'honneur de l'explorateur et naturaliste Alfred Grandidier (1836–1912), la première autorité sur l’histoire naturelle de Madagascar. Le cap Andrahomana est la seule source connue jusque dans les années 2000 lorsque de la grandidierite transparente est découverte en 2000 au Sri Lanka, et un autre gisement de qualité gemme également à Madagascar près de Tranomaro en 2014, puis un autre à Tuléar en 2015.
Les grandidierites sont de couleur bleue dont l'intensité augmente selon leur teneur en fer (Fe). Elles présentent un fort pléochroïsme trichroïque (bleu-vert foncé, incolore (parfois jaune très clair) et vert foncé), ce qui peut généralement aider à les distinguer d'autres pierres précieuses telles que les lazulites.
En 2002, les géologues ont découvert une pierre bleue riche en fer appelée ominelite qui forme une série avec la grandidierite comme homologue à dominante fer (avec la grandidierite comme analogue à dominante magnésium). La formule de l'ominelite est (Fe2+, Mg)(Al, Fe3+)3(SiO4)(BO3)O2 et sa densité est légèrement supérieure à celle de la grandidierite.
Les grands spécimens transparents de grandidierite sont extrêmement rares. Le plus gros spécimen taillé actuellement connu pèse 763,5 carats.

## Galerie

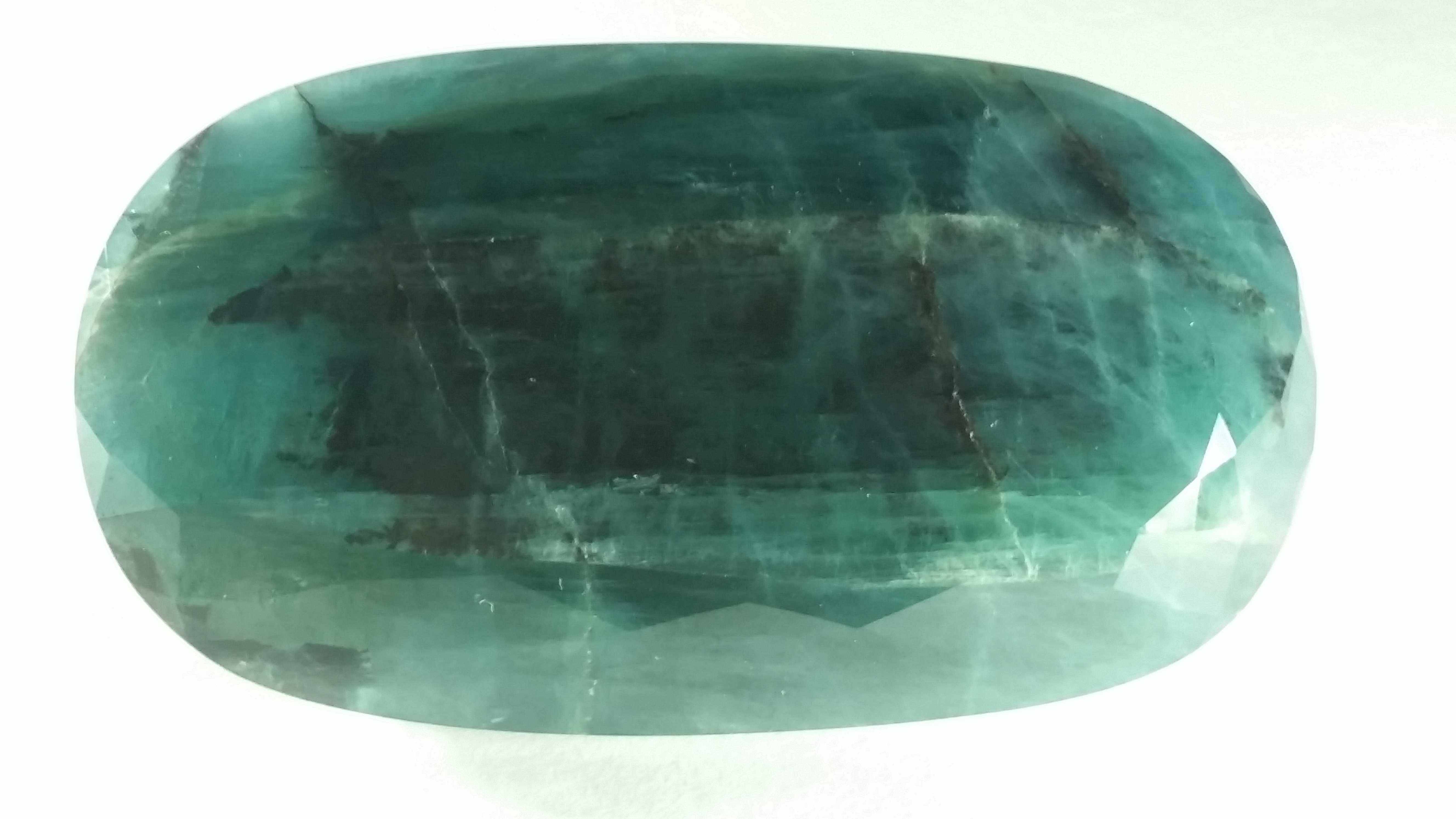
Une grande grandidierite à facettes de 429,87 carats
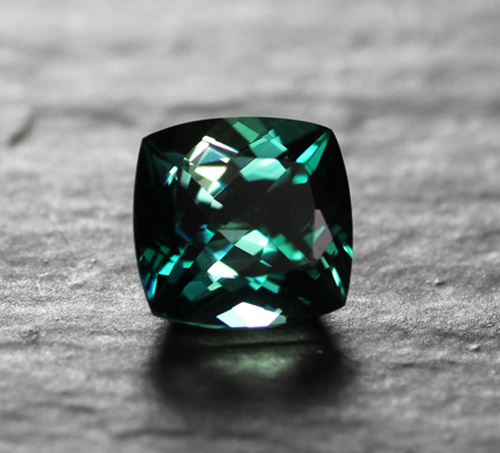
Une grandidierite transparente taillée
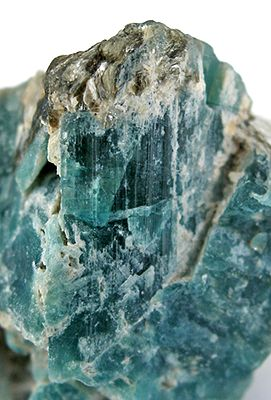
Un cristal brut
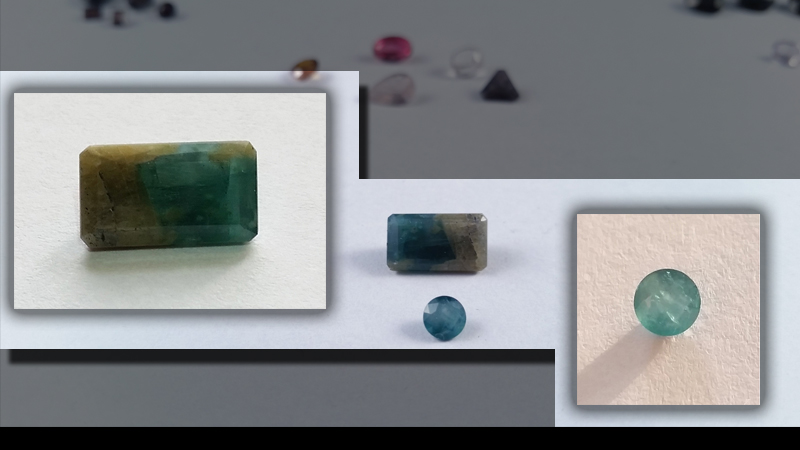
Quelques grandidierites translucides taillées